# أصحاب السعادة (فلم)
أصحاب السعادة هو فيلم مصري تم إنتاجه عام 1946، إخراج محمد كريم وبطولة رجاء عبده وسليمان نجيب ومحمد فوزي.

## قصة الفيلم
رجل ثري وصاحب دائرة يشتد عليه المرض يكلف وكيل دائرته بالاتصال بابنه المقيم في بيروت ليستدعيه يصل الابن سريعاً ومعه خطيبته التي تكتشف أنه تركها في أحد الفنادق وذهب لرؤية والده بمفرده يزجره والده عندما يعلم أنه أتم خطبته دون أن يرى خطيبته ويصر على رؤيتها يعود الابن إلى الفندق فلا يجد خطيبته هناك يلح والده الذي يشتد به المرض على رؤيته لخطيبة ابنه يخرج الشاب من هذا المأزق بأن يتفق مع فتاة كان قد التقى بها بشكل عابر أن تؤدي دور خطيبته إذ يقدمها إلى والده وبالفعل تذهب معه إلى والده ويقدمها له على أنها خطيبته يعجب الوالد بها وخلال المدة القصيرة التي تقضيها الفتاة في منزل هذا الوالد ترفع من معنوياته وتكون سبباً في ابتهاجه وإقباله على الحياة فتتحسن صحته ويتعلق بها يلاحظ الابن ذلك فيطردها من المنزل وتنكشف الحقيقة للوالد الذي يبحث عن الفتاه ويستدل على مكانها ويلقاها بالإسكندرية ويعلن زواجه منها.

## فريق العمل
إخراج: محمد كريم
إنتاج: ستوديو مصر
بطولة:
- رجاء عبده
- سليمان نجيب
- محمد فوزي
- مختار عثمان
- ميمي شكيب
- إستفان روستي
- عبد الوارث عسر
- فتحية شاهين